# 1. deild islandzka w piłce nożnej (1955)
Sezon 1955 był 44. sezonem o mistrzostwo Islandii. Drużyna Akraness nie obroniła tytułu mistrzowskiego, zdobył go zespół KR, zdobywając w pięciu meczach dziewięć punktów. Był to jednocześnie pierwszy sezon po wprowadzeniu systemu ligowego składającego się z dwóch lig i jednocześnie zmianie nazwy. Z tego względu po sezonie spadł zajmujący ostatnie miejsce zespół Þróttur Reykjavík.

## Drużyny
Po sezonie 1954 nie nastąpiły żadne zmiany w składzie ligi, wobec czego do sezonu 1955 przystąpiło sześć zespołów.
| Uczestnicy poprzedniej edycji                                                                                 | Uczestnicy poprzedniej edycji | Uczestnicy poprzedniej edycji | Uczestnicy poprzedniej edycji |
| --- | ----------------------------- | ----------------------------- | ----------------------------- |
| ÍA | Akraness                      | 1                             |                               |
| KRE | KR                            | 2                             |                               |
| FRA | Fram                          | 3                             |                               |
| VAL | Valur                         | 4                             |                               |
| ÞRR | Þróttur Reykjavík             | 5                             |                               |
| VÍR | Víkingur Reykjavík            | 6                             |                               |
| Oznaczenia: - kolumna pierwsza – skróty nazw drużyn, - kolumna trzecia – miejsce zajęte w poprzednim sezonie. |                               |                               |                               |

## Tabela
| Lp. | Drużyna               | M | Z | R | P | Bramki | Bramki | Różn. | Pkt     | Uwagi              |
| --- | --------------------- | - | - | - | - | ------ | ------ | ----- | ------- | ------------------ |
| 1   | KR (M)                | 5 | 4 | 1 | 0 | 21     | 3      | +18   | 9\|\|\| |                    |
| 2   | Akraness              | 5 | 4 | 0 | 1 | 23     | 7      | +16   | 8       |                    |
| 3   | Valur                 | 5 | 2 | 2 | 1 | 13     | 6      | +7    | 6       |                    |
| 4   | Víkingur Reykjavík    | 5 | 2 | 0 | 3 | 9      | 20     | −11   | 4       |                    |
| 5   | Fram                  | 5 | 1 | 1 | 3 | 6      | 11     | −5    | 3       |                    |
| 6   | Þróttur Reykjavík (S) | 5 | 0 | 0 | 5 | 2      | 27     | −25   | 0       | Spadek do 2. deild |

## Wyniki
| Gospodarz \ Gość   | ÍA  | FRA | KRE | VAL | VÍR | ÞRR |
| Akraness           |     |     | 1:4 |     | 6:1 | 8:0 |
| Fram               | 0:3 |     | 0:3 |     |     |     |
| KR                 |     |     |     | 1:1 | 7:0 | 6:1 |
| Valur              | 2:5 | 0:0 |     |     |     | 6:0 |
| Víkingur Reykjavík |     | 4:3 |     | 0:4 |     |     |
| Þróttur Reykjavík  |     | 1:3 |     |     | 0:4 |     |

Źródło: Knattspyrnusamband Íslands (isl.)
Objaśnienia:
1Drużyna gospodarzy jest wymieniona po lewej stronie tabeli.
Kolory: zielony – zwycięstwo gospodarzy, żółty – remis, różowy – zwycięstwo gości.

## Najlepsi strzelcy
| Bramki | Strzelcy             | Drużyna  |
| ------ | -------------------- | -------- |
| 7      | Ríkharður Jónsson    | Akraness |
| 7      | Þórður Jónsson       | Akraness |
| 7      | Þórður Þórðarson     | Akraness |
| 5      | Þorbjörn Friðriksson | KR       |